# Fluxbuntu
Fluxbuntu este unul din derivatele oficiale Ubuntu care folosește managerul de ferestre Fluxbox. Este o distribuție mai rapidă comparativ cu distributivele Ubuntu bazate pe alte managere de ferestre ca Gnome și KDE. Fluxbuntu este conceput pentru a funcționa pe computere cu puține resurse, folosind o interfață minimalistă, oferind în același timp multe caracteristici.

## Aplicații instalate implicit
- Fluxbox: manager de ferestre
- Kazehakase: browser web
- AbiWord: procesor de text
- Gnumeric: foaie de calcul
- Pidgin: mesagerie instantanee
- Claws Mail: client de e-mail

## Versiuni disponibile
Ultima versiune stabilă a Fluxbuntu se bazează pe Ubuntu 7.10 Gutsy Gibbon. Există, de asemenea, o versiune de încercare bazată pe Ubuntu 8.10 și o versiune experimentală bazată pe Ubuntu 9.04. Toate cele trei versiuni nu au mai fost menținute.